# Ducula forsteni
Il piccione imperiale panciabianca o piccione imperiale verde e bianco  (Ducula forsteni Bonaparte, 1854) è un uccello della famiglia dei Columbidi.

## Descrizione
Il piccione imperiale panciabianca è lungo 42,5-51,5 cm e pesa 510 g. La colorazione generale è verde con riflessi iridescenti bronzo. Il capo è grigio chiaro, la parte bassa del petto ed il ventre sono bianchi con sfumature crema. La coda ha nella parte mediana una banda grigia. L'iride è gialla o arancione con la parte esterna rossa o arancio scuro. Le zampe sono rosso scuro. La femmina ha le aree grigie di tonalità più scura.

## Biologia
Si hanno pochissime informazioni sull'ecologia di questa specie. Forma gruppi fino a 30 individui per la ricerca del cibo sugli alberi.

## Distribuzione e habitat
Vive nelle foreste primarie e secondarie con folta vegetazione tra 150-2200 metri ma con una maggior presenza tra 800-1600 metri la sua distribuzione comprende le isole di Sulawesi e Sula, in quest'ultima si spinge fino al livello del mare.